# Soides
Soides (en llatí Soidas, en grec antic Σοΐδας) fou un escultor grec, nascut a Naupacte.
Va florir suposadament sobre l'any 500 aC. Va fer, juntament amb l'escultor Menecme, l'estàtua de vori i or d'Àrtemis que Pausànias diu que va veure al temple de la deessa a Patres, on havia estat portada des de Calidon per August. Probablement els dos escultors eren contemporanis de Cànac de Sició el vell i Cal·lon d'Egina.